# بوچاچ
شهر بوچاچ (اوکراینی: Бучач; (به لهستانی: Buczacz); به ییدیش: בעטשאָטש or ביטשאטש (Bitshotsh); عبری: בוצ'אץ'‎ Buch'ach; آلمانی: Butschatsch; ترکی استانبولی: Bucaş) در استان ترنوپیل در کشور اوکراین واقع شده‌است. جمعیت این شهر ۱۲٬۵۴۹ نفر است.